# Parmotrema argentinum
Parmotrema argentinum är en lavart som först beskrevs av August von Krempelhuber och  som fick sitt nu gällande namn av Mason Ellsworth Hale. 
Parmotrema argentinum ingår i släktet Parmotrema och familjen Parmeliaceae. Inga underarter finns listade i Catalogue of Life.